# مت هیفی
متیو کیچی هیفی (به انگلیسی: Matthew Kiichi Heafy) (زاده ۲۶ ژانویه ۱۹۸۶) خواننده اصلی و نوازنده ژاپنی-آمریکایی گیتار ریتم گروه تریویوم است. هیفی به همراه تهیه کننده قبلی گروه تریویوم در گروه کفرنوم نیز فعالیت می‌کند و در آنجا نیز خواننده است.